# Гордаліса-дель-Піно
Гордаліса-дель-Піно (ісп. Gordaliza del Pino) — муніципалітет в Іспанії, у складі автономної спільноти Кастилія-і-Леон, у провінції Леон. Населення — 304 особи (2010).
Муніципалітет розташований на відстані близько 250 км на північний захід від Мадрида, 44 км на південний схід від Леона.

## Демографія
Динаміка населення (INE ):